# Eureiandra balfourii
Eureiandra balfourii là một loài thực vật thuộc họ Cucurbitaceae. Đây là loài đặc hữu của Yemen. Môi trường sống tự nhiên của chúng là các khu rừng khô nhiệt đới hoặc cận nhiệt đới.